# 陳仙輝
陳仙輝（1963年3月8日—），男，湖南湘潭人，中国物理學家，中國鐵基超導體研究先驅，中国科学院院士。

## 生平
陈仙辉先后毕业于宜春師範專科學校（今宜春学院），物理學學士；杭州大學（今浙江大学西溪校区），物理學碩士；中國科學技術大學，物理學博士。
历任德國卡尔斯鲁厄研究中心博士後研究員，德國斯图加特马普固体物理研究所博士後研究員，中國科學技術大學教授，日本北陆先端科学技术大学院大学訪問學者，美國休士頓大學訪問學者。
2015年12月当选为中国科学院数学物理学部院士。

## 成就
- 发现新的鐵基超導體Sm2.75C60，以及Sm6C60、K3.25Sm2.75C60、Sm3C70和Ba3C70等新材料。
- 合成2个新型铜氧化合物超导体系列(Bi,Sr)2(Ln,Ce)2Cu2Oy和(Bi,M)Sr2(Ln,Ce)nCu2Oy。
- 陳仙輝團隊發表的《自然 (期刊)》期刊論文，2008年排名引用次數全球第5名[2]。

## 獲獎
- 1997年获得中国科学院青年科学家奖[3]
- 1998年获得中国科学院青年科学家奖[3]
- 2009年 中国物理学会“叶企孙奖”
- 2009年 中华人民共和国教育部“长江学者成就奖”
- 2009年 香港求是科技基金会“求是杰出科技成就集体奖”
- 2010年 安徽省科学技术一等奖
- 2010年 高等学校科学研究优秀成果奖（科学技术）一等奖
- 2015年 马蒂亚斯奖（與鐵基超導體「無關」）
- 2017年 全国创新争先奖章
- 2023年  未来科学大奖[4]